# Optomerus roppai
Optomerus roppai är en skalbaggsart som först beskrevs av Magno 1995.  Optomerus roppai ingår i släktet Optomerus och familjen långhorningar. Inga underarter finns listade i Catalogue of Life.